# Швейцарсько-Іранський інвестиційний форум
Швейцарсько-Іранський інвестиційний форум (ЩІІФ) — швейцарське некомерційне об'єднання, що знаходиться в Женеві, Швейцарія . Був заснований як міжнародний орган, місія якого була названа «Глобальною ініціативою для відповідальних інвестицій » для сприяння стійким і відповідальним інвестиціям в охорону здоров'я, транспорт, навколишнє середовище, фінансовий та інші відповідні та необхідні сектори Ірану на основі глобальних висновків про економічні, соціальні та екологічна ситуація в Ірані 

## Історія
Швейцарсько-Іранський інвестиційний форум (ШІІФ) був заснований у 2017 році як асоціація цивільного права з місцезнаходженням у Женеві, Швейцарія. Метою ШІІФ є сприяння економічному обміну між Швейцарією та Іраном, а також сприяння кращому розумінню ринків Ірану, що розвиваються, та фінансових реформ, спрямованих на захист міжнародних інвестицій та підприємницької діяльності.    
ШІІФ пам’ятає, що минулі та сучасні взаємно поважні дипломатичні та комерційні відносини між двома країнами забезпечують міцну основу для розвитку та подальшого зміцнення майбутнього потенціалу цих позитивних двосторонніх відносин. Пріоритети сталого розвитку SIIF та відповідальних інвестиційних ринків включають сектор охорони здоров’я, транспорт та екологію Ірану на основі дорожньої карти, визначеної президентом Шнайдер-Амманом та президентом Рухані під час офіційного візиту швейцарських делегатів до Тегерана у 2017 році 
Плани ШІІФ включають проведення в Швейцарії низки конференцій та семінарів високого рівня для надання рекомендацій, всебічної оцінки, аналізу та обговорення глобальної економічної програми. Заходи SIIF об’єднають світових бізнес-лідерів, експертів, ЗМІ та урядовців для створення сприятливих умов для конструктивного діалогу, просування нових ідей та створення нових, економічно стійких проектів, які сприяють розвитку інноваційних соціальних підприємств.

## Організація
Штаб-квартира форуму знаходиться в Женеві, філії форуму також знаходяться в Тегерані . Швейцарсько-Іранський інвестиційний форум прагне бути неупередженим і не прив’язаним до будь-яких політичних чи партійних інтересів. Асоціація «віддана визнати глобальну важливість Цілей сталого розвитку ООН (ЦСР) – глобального порядку денного подолання бідності до 2030 року – і унікальну роль та вплив інвестування у досягненні цілей ЦСР та побудові сталого майбутнього шляхом сприяння стійким та відповідальним інвестиціям в  такі сфери як: охорона здоров'я, транспорт, екологічний, фінансовий та інші необхідні сектори Ірану на основі глобальних висновків щодо економічних, соціальних та екологічних проблем 

## Сфери діяльності
Основною сферою діяльності ШІІФ є встановлення двосторонніх ділових відносин зі Швейцарією для розробки та реалізації проектів, підтриманих цими інвестиціями, за допомогою:
- A. Спільне проведення інформаційних конференцій, семінарів та спеціальних заходів у Швейцарії у співпраці з іншими швейцарськими асоціаціями та торговими палатами, які прагнуть досягти подібних цілей; На конференціях виступатимуть експертні доповідачі, які розглянуть ключові теми, що цікавлять, і нададуть можливості для обговорення та спілкування між учасниками.
- Б. Звернення за допомогою та співпрацею з урядом Швейцарії, бізнесом та фінансовими регулюючими установами для покращення бази знань Ірану та нарощування потенціалу в сферах інвестиційного банкінгу, кредитних рейтингових агентств, фінансової прозорості, корпоративної соціальної відповідальності та стратегій сталого розвитку.
- В. Розробка спільних проектів зі швейцарськими, іранськими та міжнародними комерційними та некомерційними організаціями (НУО), щоб скористатися перевагами існуючих та нових ринків, та можливостей для інвестування.
- Г. Програми медичної підготовки в Швейцарії для іранських лікарів.

## Членство
Об'єднання фінансується його членами організації, а це, як правило, міжнародні підприємства, у залежності від галузі та регіону. Членство розподіляється між охочими за рівнем залучення до діяльності форуму, при цьому рівень членських внесків постійно збільшується у міру зростання участі у зустрічах, проектах та росту ініціатив об'єднання. Види членства:
- Індивідуальний член
- Асоційований член
- Почесний член
- Міжнародний філіал

## Дивіться також
- Економіка Ірану
- Всесвітній економічний форум
- Форум ЄС-Іран
- Сталий розвиток
- Світовий форум знань

## зовнішні посилання
- Швейцарський іранський інвестиційний форум [Архівовано 9 березня 2022 у Wayback Machine.]
- Всесвітній економічний форум [Архівовано 22 травня 2008 у Wayback Machine.]
- Форум Європа-Іран [Архівовано 6 травня 2019 у Wayback Machine.]